# Światowy ranking snookerowy 1985/1986
Światowy ranking snookerowy 1985/1986 – lista zawiera 32 zawodników najwyżej sklasyfikowanych w sezonie 1985/1986. Pierwsza szesnastka rankingu ma zapewniony udział w 1. rundzie wszystkich turniejów rankingowych. W każdym z turniejów rankingowych z numerem pierwszym będzie rozstawiany obrońca danego tytułu, z numerem drugim mistrz świata 1985, reprezentant Irlandii Północnej Dennis Taylor, zaś kolejni zawodnicy według kolejności zajmowanej na poniższej liście.
| Poz. | Nazwisko          | Narodowość        |
| ---- | ----------------- | ----------------- |
| 1    | Steve Davis       | Anglia            |
| 2    | Cliff Thorburn    | Kanada            |
| 3    | Tony Knowles      | Anglia            |
| 4    | Dennis Taylor     | Irlandia Północna |
| 5    | Kirk Stevens      | Kanada            |
| 6    | Ray Reardon       | Walia             |
| 7    | Jimmy White       | Anglia            |
| 8    | Terry Griffiths   | Walia             |
| 9    | Alex Higgins      | Irlandia Północna |
| 10   | Tony Meo          | Anglia            |
| 11   | Willie Thorne     | Anglia            |
| 12   | Eddie Charlton    | Australia         |
| 13   | Silvino Francisco | Południowa Afryka |
| 14   | David Taylor      | Anglia            |
| 15   | Doug Mountjoy     | Walia             |
| 16   | Joe Johnson       | Anglia            |
| 17   | Bill Werbeniuk    | Kanada            |
| 18   | John Parrott      | Anglia            |
| 19   | John Virgo        | Anglia            |
| 20   | John Spencer      | Anglia            |
| 21   | Eugene Hughes     | Irlandia          |
| 22   | Cliff Wilson      | Walia             |
| 23   | Neal Foulds       | Anglia            |
| 24   | Dean Reynolds     | Anglia            |
| 25   | Mark Wildman      | Anglia            |
| 26   | Murdo MacLeod     | Szkocja           |
| 27   | Rex Williams      | Anglia            |
| 28   | Mike Hallett      | Anglia            |
| 29   | Dave Martin       | Anglia            |
| 30   | Perrie Mans       | Południowa Afryka |
| 31   | John Campbell     | Australia         |
| 32   | Dene O’Kane       | Nowa Zelandia     |